# Tatsu Carvalho
Tatsu Carvalho (Rio de Janeiro, 27 de julho de 1976) é um ator e produtor brasileiro.

## Biografia
Tatsu Carvalho nasceu na cidade do Rio de Janeiro, no Brasil. Se formou como ator em Nova Iorque, pelo Lee Strasberg Theatre and Film Institute. Começou sua carreira artística no teatro e debutou no cinema com o curta-metragem O Grande Dia (2006).
Em 2010, atuou em Hollywood ao lado de grandes nomes do cinema mundial com Os Mercenários. Já no Brasil, se destacou pela comédias Cilada.com (2011), Qualquer Gato Vira-Lata (2011) e Mato Sem Cachorro (2013)..

## Filmografia
| Ano           | Título                   | Personagem                  | Notas                             |
| ------------- | ------------------------ | --------------------------- | --------------------------------- |
| 2004          | Senhora do Destino       | Vererador                   | Participação                      |
| 2010          | Os Caras de Pau          | Houston                     | Episódio: "Façam suas apostas"    |
| 2012          | Máscaras                 | Rogério Mattos              |                                   |
| 2013–14       | Malhação Casa Cheia      | Virgílio Chalfon            | Temporada 21                      |
| 2015          | Babilônia                | Jonas                       | Participação especial             |
| 2016–17       | A Terra Prometida        | Boã                         |                                   |
| 2017-2018     | Sob Pressão              | Dr. Rafael Albertini        |                                   |
| 2018          | Jesus                    | Gaspar                      |                                   |
| 2019          | As Aventuras de Poliana  | Paulo Mascarenhas Von Burgo | Participação especial             |
| 2020          | The Queen's Gambit       | Dr. Theo                    | Episódio: "Middle Game"           |
| 2020–presente | Detetives do Prédio Azul | Arthur Macieira             |                                   |
| 2020–presente | Arcanjo Renegado         | Antonio Faustini            |                                   |
| 2021          | It's a Sin               | Juan Pablo Barros           | [ 9 ]                             |
| 2022          | Lov3                     | Hétero curioso              |                                   |
| 2022          | As Seguidoras            | Elano Boaventura            |                                   |
| 2023          | Cidade Invisível         | Castro                      | Temporada 2                       |
| 2023          | Terra e Paixão           | Promotor Thiago Castro      | Episódio: "27 de outubro"         |
| 2024          | Cilada                   | Hugo                        | Episódio: "Relacionamento Aberto" |
| 2024          | Vidas Bandidas           | André Siqueira              |                                   |
| 2024          | A Rainha da Pérsia       | Sambalate                   |                                   |
| 2025          | Neemias                  | Sambalate                   |                                   |
| 2025          | Vale Tudo                | Gerson                      |                                   |
| 2025          | A Vida de Jó             | Aser                        |                                   |

### Cinema
| Ano  | Título                   | Personagem | Notas |
| ---- | ------------------------ | ---------- | ----- |
| 2023 | Uma Fada Veio Me Visitar | Otávio     |       |